# Lésignac-Durand
Lésignac redirige ici.
Lésignac-Durand (Lesinhac en limousin, dialecte occitan) est une commune française  située dans le département de la Charente (région Nouvelle-Aquitaine).

## Géographie

### Localisation et accès
Lésignac-Durand, appelée Lésignac localement, est une commune de la partie orientale de la Charente qu'on appelle Charente limousine.
Elle est située dans le canton de Montembœuf, entre Montembœuf au sud-ouest, Chabanais au nord-est, Roumazières au nord et Massignac au sud. Elle est à 48 km d'Angoulême, 59 km de Limoges, 25 km de Confolens, 11 km de Roumazières et Chabanais, 10 km de Montembœuf, 4 km de Massignac.
À l'écart des grands axes routiers, elle est desservie par plusieurs petites routes départementales. La D 52 passe au bourg et va de Massignac au sud à La Péruse au nord ; la D 86 va vers le nord-ouest en direction de Genouillac ; la D 162 va de Montembœuf vers Chabanais. La D 164 passe à l'ouest de la commune et la D 163 à l'est.

### Hameaux et lieux-dits
Le bourg de Lésignac est assez compact, et la commune comprend de nombreux petits hameaux correspondant surtout à des fermes. On peut citer les Châtres, Javernac, la Grange, la Séchère, Chez Boige, Sabensac, la Roffie, la Coucherie, le Doirat, les Landes, Valette, etc.
On peut aussi citer le château de la Redortière au sud-ouest de la commune sur une hauteur dominant le lac, et le moulin du Mas Chaban qui a donné son nom au lac situé juste au pied du barrage.

### Communes limitrophes
|                   | Terres-de-Haute-Charente | Saint-Quentin-sur-Charente |
| Cherves-Châtelars | Lésignac-Durand          | Pressignac                 |
| Mouzon            | Massignac                |                            |

### Géologie et relief
Géologiquement, la commune se trouve dans le Massif central, comme toute cette partie orientale de la Charente qui s'appelle Charente limousine. Le sol est principalement composé de gneiss, avec un plateau d'argile sableuse situé à l'est de la commune en direction de Verneuil. Quelques filons de microgranite strient ce massif du sud-ouest au nord-est,,.
La commune se trouve aussi dans l'emprise du cratère de la météorite de Rochechouart.
Le relief est celui de la Charente limousine : assez élevé par rapport au reste du département, mais bas par rapport au reste du Massif central. Les hauteurs sont dans les 270 m d'altitude, et le fond de vallée de la Moulde qui correspond aux lacs sont à 200 m d'altitude. Le bourg de Lésignac est à 240 m d'altitude, soit 30 m au-dessus du lac qui s'étend à son pied.
Le point culminant de la commune, 296 m, est situé à l'ouest à Champlaurier, en limite avec Mouzon. Le point le plus bas, 191 m est situé au nord de la commune non loin du confluent de la Moulde et de la Charente.

### Hydrographie

#### Réseau hydrographique
La commune est située dans le bassin versant de la Charente au sein  du Bassin Adour-Garonne. Elle est drainée par la Charente, la Moulde, le Petit Pont, le Turlut, le ruisseau de Roche, le ruisseau du Mas de Lépi et par divers petits cours d'eau, qui constituent un réseau hydrographique de 24 km de longueur totale,.
La commune est traversée du sud au nord par la vallée de la Moulde, affluent de la Charente, fleuve encore petit qu'elle rejoint en limite nord de la commune avec Suris. La Charente passe à l'est de la commune dont elle fait la limite à deux endroits.
Ces deux cours d'eau sont occupés par des lacs artificiels : le lac du Mas Chaban pour la Moulde, qui s'étend au pied du bourg de Lésignac, et le lac de Lavaud pour la Charente. Le barrage du Mas Chaban est situé sur la commune, à moins d'un kilomètre en aval du bourg.
Au nord-ouest de la commune à la Séchère, des ruisseaux temporaires comme la tête du ruisseau de Roche se dirigent vers la Bonnieure, autre affluent de la Charente qui prend sa source près de Roumazières et passe près de Mazières.

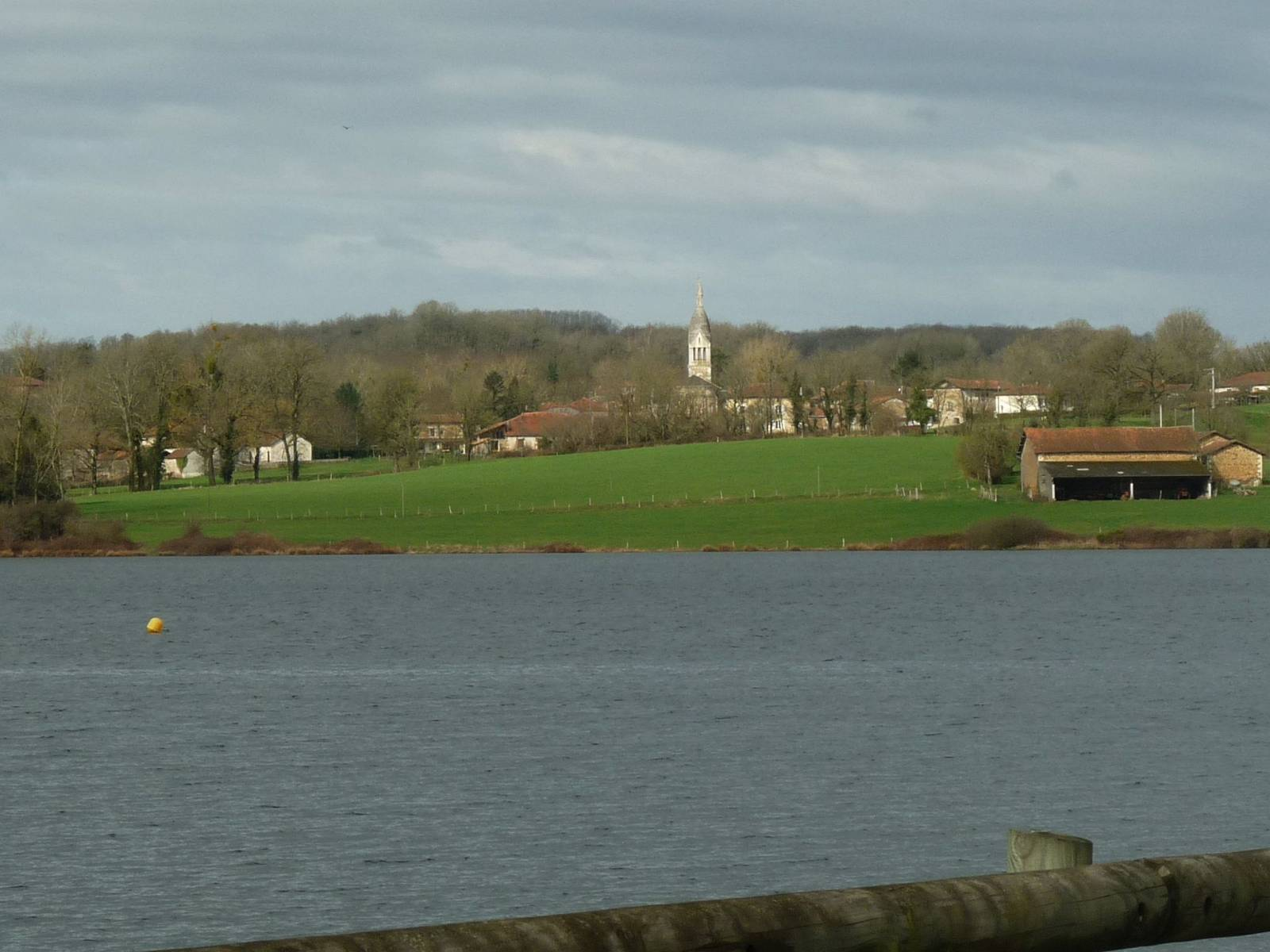
Le lac du Mas Chaban au pied de Lésignac.
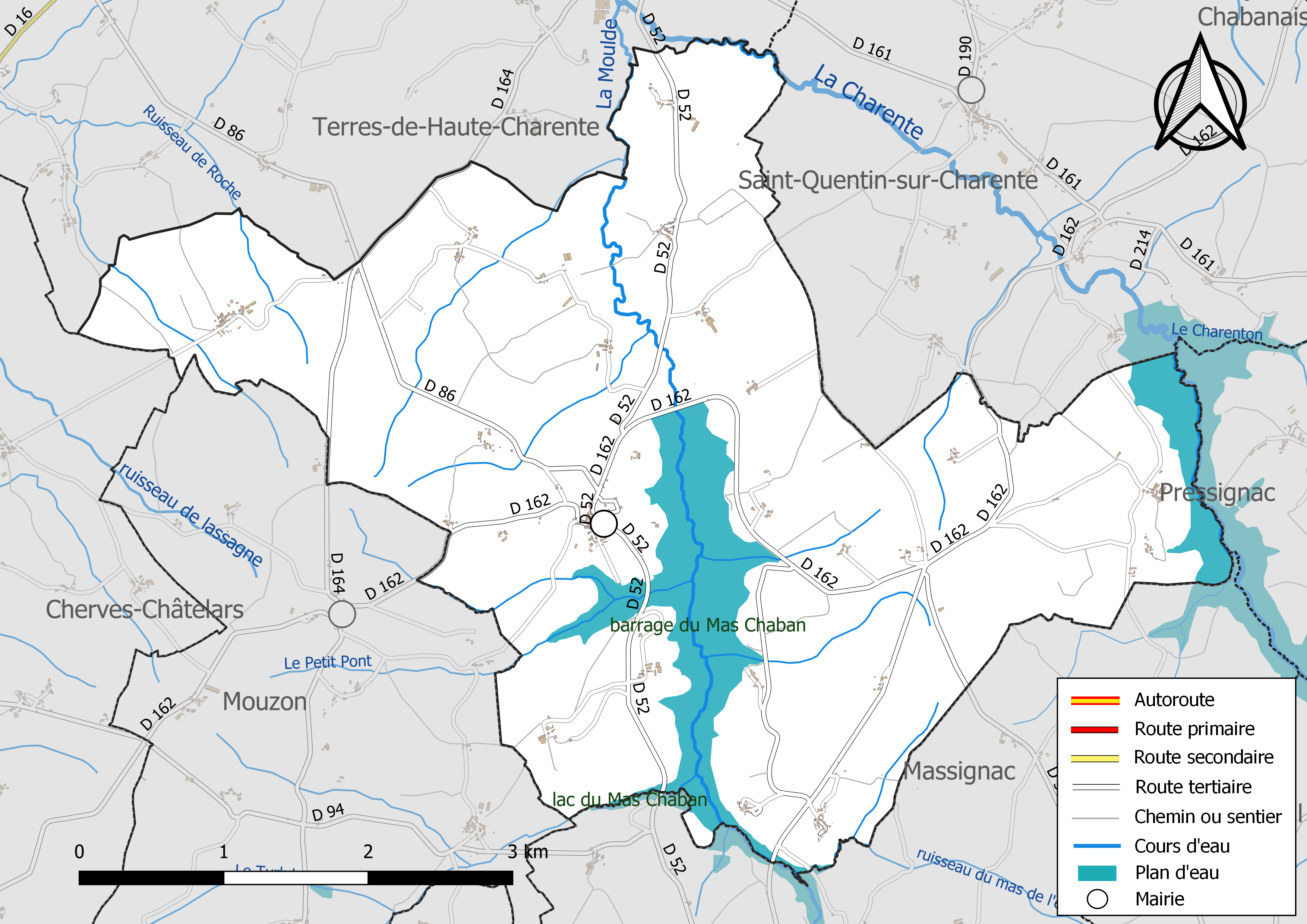
Réseaux hydrographique et routier de Lésignac-Durand

#### Gestion des eaux
Le territoire communal est couvert par le schéma d'aménagement et de gestion des eaux (SAGE) « Charente ». Ce document de planification, dont le territoire correspond au bassin de la Charente, d'une superficie de 9 300 km2, a été approuvé le 19 novembre 2019. La structure porteuse de l'élaboration et de la mise en œuvre est l'établissement public territorial de bassin Charente. Il définit sur son territoire les objectifs généraux d’utilisation, de mise en valeur et de protection quantitative et qualitative des ressources en eau superficielle et souterraine, en respect des objectifs de qualité définis dans le troisième SDAGE  du Bassin Adour-Garonne qui couvre la période 2022-2027, approuvé le 10 mars 2022.

### Climat
Le climat est océanique dégradé. C'est celui de la Charente limousine, plus humide et plus frais que celui du reste du département.

## Urbanisme

### Typologie
Au 1er janvier 2024, Lésignac-Durand est catégorisée commune rurale à habitat très dispersé, selon la nouvelle grille communale de densité à 7 niveaux définie par l'Insee en 2022.
Elle est située hors unité urbaine et hors attraction des villes,.

### Occupation des sols
L'occupation des sols de la commune, telle qu'elle ressort de la base de données européenne d’occupation biophysique des sols Corine Land Cover (CLC), est marquée par l'importance des territoires agricoles (76,1 % en 2018), en diminution par rapport à 1990 (83,4 %). La répartition détaillée en 2018 est la suivante : 
prairies (47,4 %), zones agricoles hétérogènes (28,6 %), forêts (15 %), eaux continentales (8,9 %). L'évolution de l’occupation des sols de la commune et de ses infrastructures peut être observée sur les différentes représentations cartographiques du territoire : la carte de Cassini (XVIIIe siècle), la carte d'état-major (1820-1866) et les cartes ou photos aériennes de l'IGN pour la période actuelle (1950 à aujourd'hui).

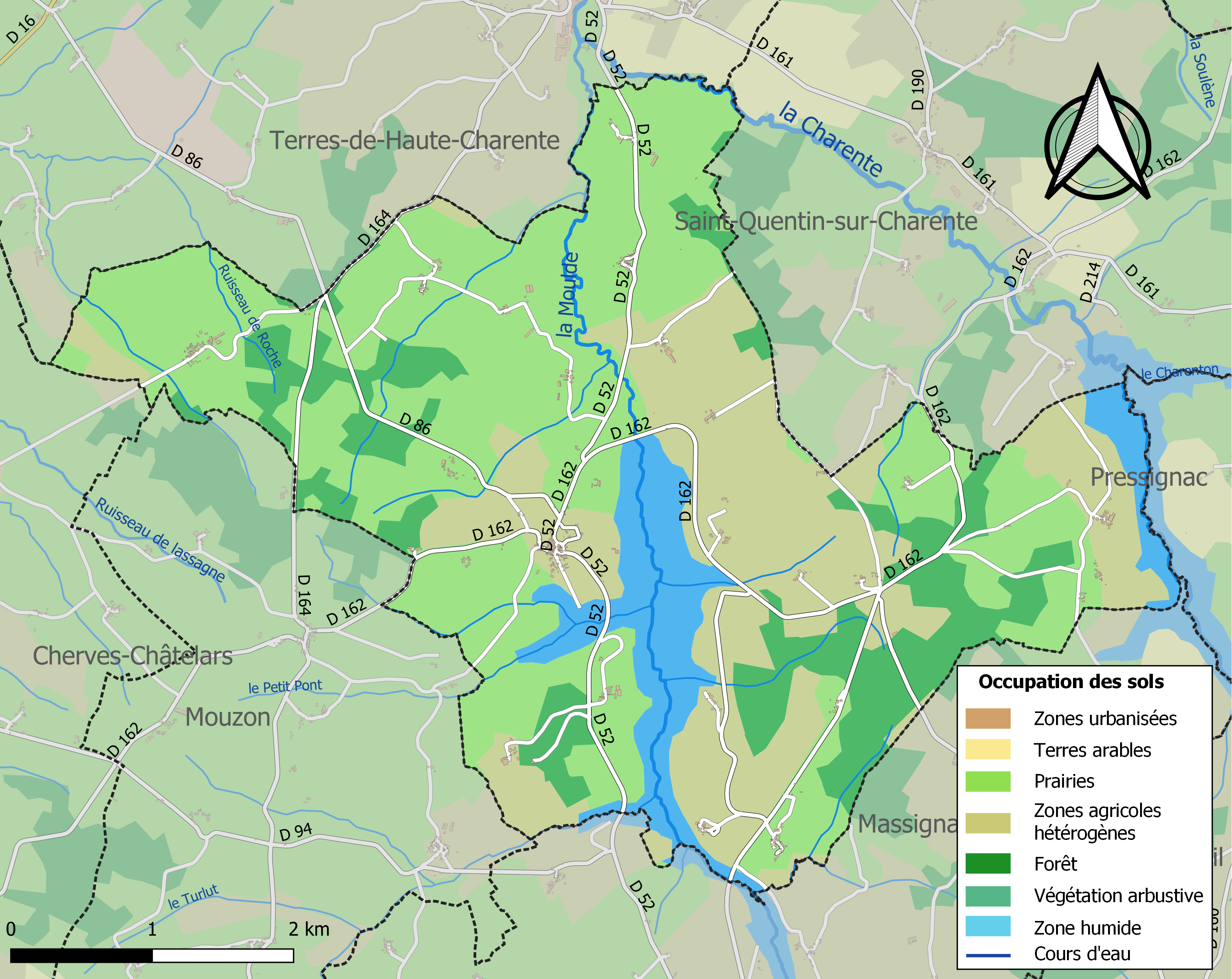
Carte des infrastructures et de l'occupation des sols de la commune en 2018 (CLC).

### Risques majeurs
Le territoire de la commune de Lésignac-Durand est vulnérable à différents aléas naturels : météorologiques (tempête, orage, neige, grand froid, canicule ou sécheresse) et séisme (sismicité faible). Il est également exposé à un risque technologique, la rupture d'un barrage, et à un risque particulier : le risque de radon. Un site publié par le BRGM permet d'évaluer simplement et rapidement les risques d'un bien localisé soit par son adresse soit par le numéro de sa parcelle.

#### Risques naturels

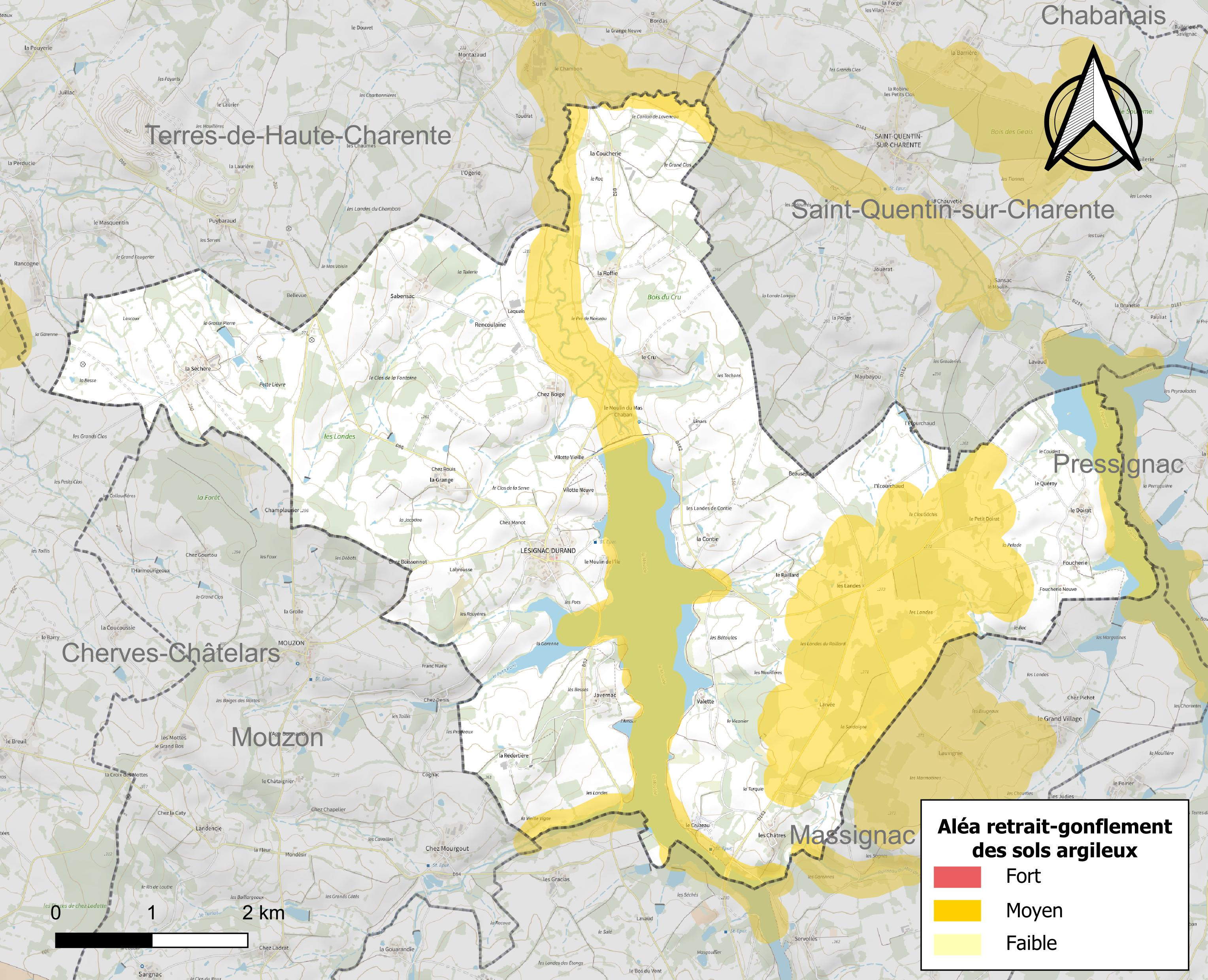
Carte des zones d'aléa retrait-gonflement des sols argileux de Lésignac-Durand.

Le retrait-gonflement des sols argileux est susceptible d'engendrer des dommages importants aux bâtiments en cas d’alternance de périodes de sécheresse et de pluie. 27,1 % de la superficie communale est en aléa moyen ou fort (67,4 % au niveau départemental et 48,5 % au niveau national). Sur les 180 bâtiments dénombrés sur la commune en 2019,  13 sont en aléa moyen ou fort, soit 7 %, à comparer aux 81 % au niveau départemental et 54 % au niveau national. Une cartographie de l'exposition du territoire national au retrait gonflement des sols argileux est disponible sur le site du BRGM,.
Par ailleurs, afin de mieux appréhender le risque d’affaissement de terrain, l'inventaire national des cavités souterraines permet de localiser celles situées sur la commune.
La commune a été reconnue en état de catastrophe naturelle au titre des dommages causés par les inondations et coulées de boue survenues en 1982, 1983 et 1999. Concernant les mouvements de terrains, la commune a été reconnue en état de catastrophe naturelle au titre des dommages causés par la sécheresse en 2018 et par des mouvements de terrain en 1999.

#### Risques technologiques
La commune est en outre située en aval du barrage de Mas Chaban, un ouvrage de classe A. À ce titre elle est susceptible d’être touchée par l’onde de submersion consécutive à la rupture de cet ouvrage.

#### Risque particulier
Dans plusieurs parties du territoire national, le radon, accumulé dans certains logements ou autres locaux, peut constituer une source significative d’exposition de la population aux rayonnements ionisants. Certaines communes du département sont concernées par le risque radon à un niveau plus ou moins élevé. Selon la classification de 2018, la commune de Lésignac-Durand est classée en zone 3, à savoir zone à potentiel radon significatif.

## Toponymie
Une forme ancienne est Liciniaco au Moyen Âge.
L'origine du nom de Lésignac remonterait à un nom de personne gallo-romain Licinius auquel est apposé le suffixe -acum, ce qui correspondrait à Liciniacum, « domaine de Licinius ». Durand est le nom d'un propriétaire.
Avant la Révolution et à nouveau en 1801, le nom de la paroisse puis commune s'est écrit Lezignac-Durand, créée Lesignac Durand en 1793,.

### Langues
La commune est dans la partie occitane de la Charente qui en occupe le tiers oriental, et le dialecte est limousin. Elle se nomme Lesinhac en occitan.

## Histoire
Une voie antique présumée romaine traversait la commune, le chemin des Anglais d'Angoulême à Limoges, qui rejoignait la voie d'Agrippa de Saintes à Lyon à Saint-Quentin. Son pavage aurait été reconnu à la Coucherie. Certains auteurs ont aussi reconnu une voie antique nord-sud de Périgueux à Poitiers par Charroux. Le gué de l'Isle (aujourd'hui immergé) aurait été un point de franchissement de la Moulde, près du bourg. Certains ont aussi cru y voir la voie d'Agrippa,,.
Une enceinte en terre d'époque indéterminée a aussi été reconnue aux Châtres.

## Politique et administration

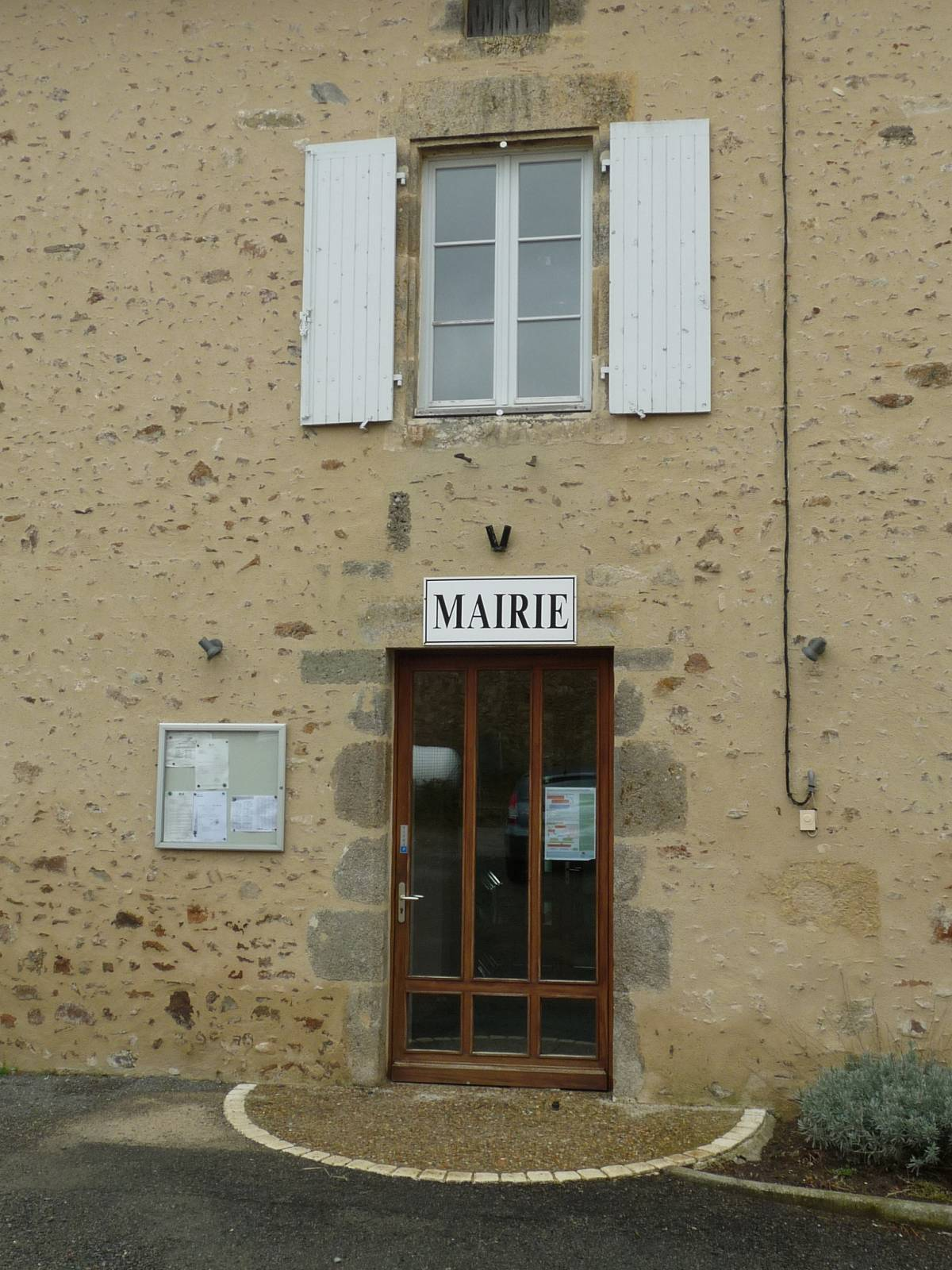
La mairie.

| Période                                  | Période  | Identité          | Étiquette | Qualité     |
| ---------------------------------------- | -------- | ----------------- | --------- | ----------- |
| Les données manquantes sont à compléter. |          |                   |           |             |
| 1995                                     | 2008     | Georges Portejoie |           |             |
| 2008                                     | 2014     | Michel Duteil     | DVD       | Agriculteur |
| 2014                                     | En cours | Pascal Duteil     | SE        | Agriculteur |

## Démographie

### Évolution démographique
L'évolution du nombre d'habitants est connue à travers les recensements de la population effectués dans la commune depuis 1793. Pour les communes de moins de 10 000 habitants, une enquête de recensement portant sur toute la population est réalisée tous les cinq ans, les populations de référence des années intermédiaires étant quant à elles estimées par interpolation ou extrapolation. Pour la commune, le premier recensement exhaustif entrant dans le cadre du nouveau dispositif a été réalisé en 2005.

En 2022, la commune comptait 169 habitants, en évolution de −8,15 % par rapport à 2016 (Charente : −0,48 %, France hors Mayotte : +2,11 %).
| 1793 | 1800 | 1806  | 1821  | 1831  | 1841  | 1846  | 1851  | 1856  |
| ---- | ---- | ----- | ----- | ----- | ----- | ----- | ----- | ----- |
| 919  | 950  | 1 012 | 1 069 | 1 000 | 1 065 | 1 082 | 1 119 | 1 080 |

| 1861  | 1866  | 1872 | 1876 | 1881  | 1886  | 1891  | 1896  | 1901 |
| ----- | ----- | ---- | ---- | ----- | ----- | ----- | ----- | ---- |
| 1 021 | 1 036 | 980  | 987  | 1 006 | 1 017 | 1 049 | 1 009 | 942  |

| 1906 | 1911 | 1921 | 1926 | 1931 | 1936 | 1946 | 1954 | 1962 |
| ---- | ---- | ---- | ---- | ---- | ---- | ---- | ---- | ---- |
| 921  | 875  | 793  | 802  | 716  | 683  | 618  | 567  | 509  |

| 1968 | 1975 | 1982 | 1990 | 1999 | 2005 | 2006 | 2010 | 2015 |
| ---- | ---- | ---- | ---- | ---- | ---- | ---- | ---- | ---- |
| 399  | 352  | 299  | 228  | 184  | 200  | 191  | 177  | 184  |

| 2020 | 2022 | - | - | - | - | - | - | - |
| ---- | ---- | - | - | - | - | - | - | - |
| 173  | 169  | - | - | - | - | - | - | - |

### Pyramide des âges
La population de la commune est relativement âgée.
En 2018, le taux de personnes d'un âge inférieur à 30 ans s'élève à 22,5 %, soit en dessous de la moyenne départementale (30,2 %). À l'inverse, le taux de personnes d'âge supérieur à 60 ans est de 42,2 % la même année, alors qu'il est de 32,3 % au niveau départemental.
En 2018, la commune comptait 90 hommes pour 92 femmes, soit un taux de 50,55 % de femmes, légèrement inférieur au taux départemental (51,59 %).
Les pyramides des âges de la commune et du département s'établissent comme suit.
| Hommes | Classe d’âge | Femmes |
| ------ | ------------ | ------ |
| 2,3    | 90 ou +      | 4,6    |
| 4,7    | 75-89 ans    | 16,1   |
| 30,2   | 60-74 ans    | 26,4   |
| 19,8   | 45-59 ans    | 18,4   |
| 16,3   | 30-44 ans    | 16,1   |
| 8,1    | 15-29 ans    | 5,7    |
| 18,6   | 0-14 ans     | 12,6   |

| Hommes | Classe d’âge | Femmes |
| ------ | ------------ | ------ |
| 1      | 90 ou +      | 2,7    |
| 9,2    | 75-89 ans    | 12     |
| 20,6   | 60-74 ans    | 21,3   |
| 20,7   | 45-59 ans    | 20,3   |
| 16,8   | 30-44 ans    | 16     |
| 15,6   | 15-29 ans    | 13,4   |
| 16,1   | 0-14 ans     | 14,3   |

### Commerces

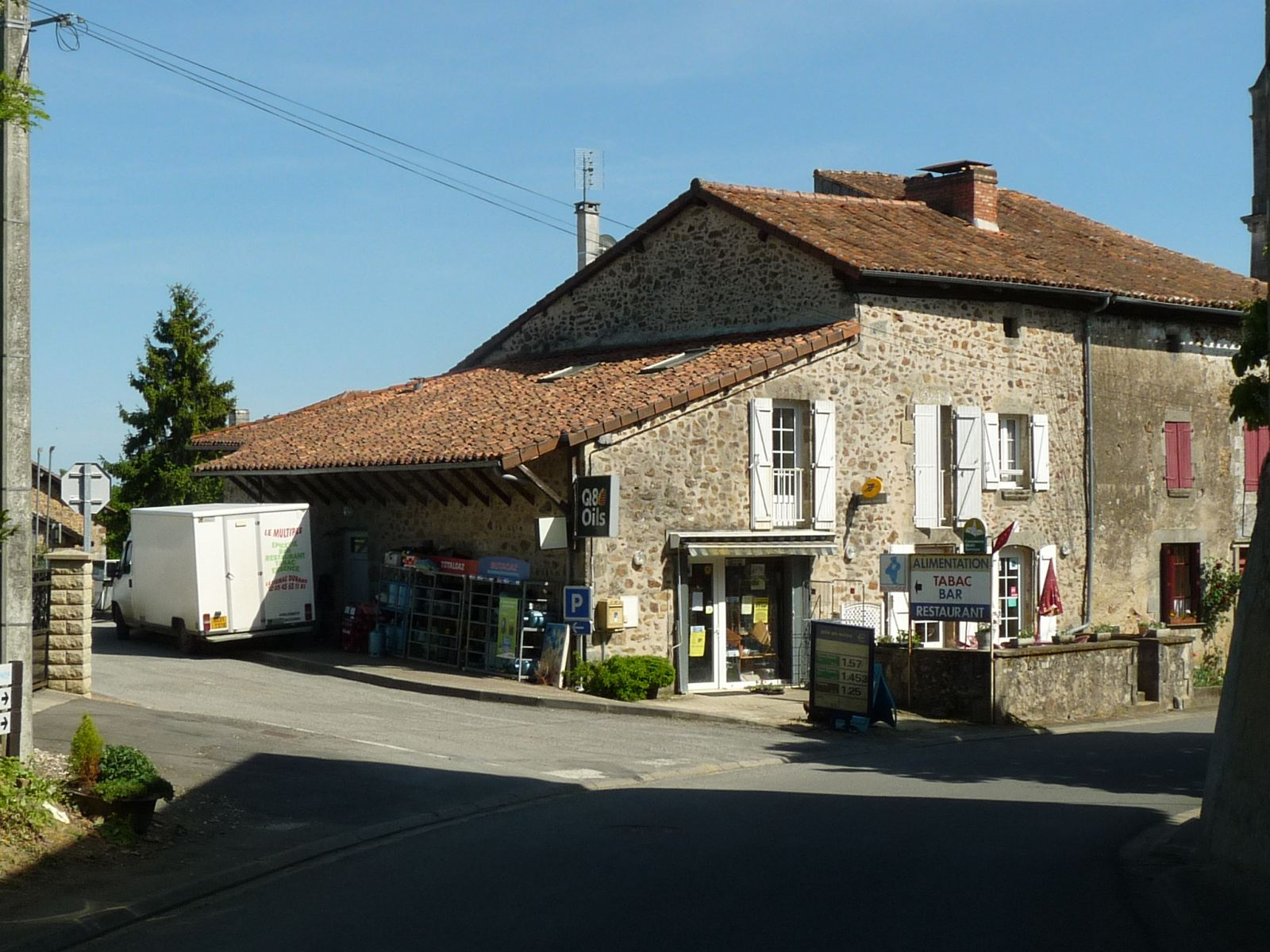
Restaurant, bar, épicerie.

## Économie

### Tourisme
Le lac du Mas Chaban et son cadre de verdure attirent de nombreux estivants.

## Équipements, services et vie locale

### Enseignement
L'école est un regroupement pédagogique intercommunal entre Cherves-Châtelars, Lésignac et Massignac. Massignac accueille l'école primaire (maternelle et élémentaire), et Cherves et Lésignac les écoles élémentaires. L'école à Lésignac n'a qu'une classe. Le secteur du collège est Montembœuf.

### Sports et activités
- Accrobranche ;
- Parc aquatique, près du lac du Mas Chaban.

## Lieux et monuments
- L'église paroissiale Saint-Pierre ; son clocher a été fait par l'architecte Paul Abadie. Elle contient une statue en bois sculpté et peinte de la Vierge de la Pitié, datant de la fin du XVIIe siècle, inscrite monument historique au titre objet depuis 1995[36].

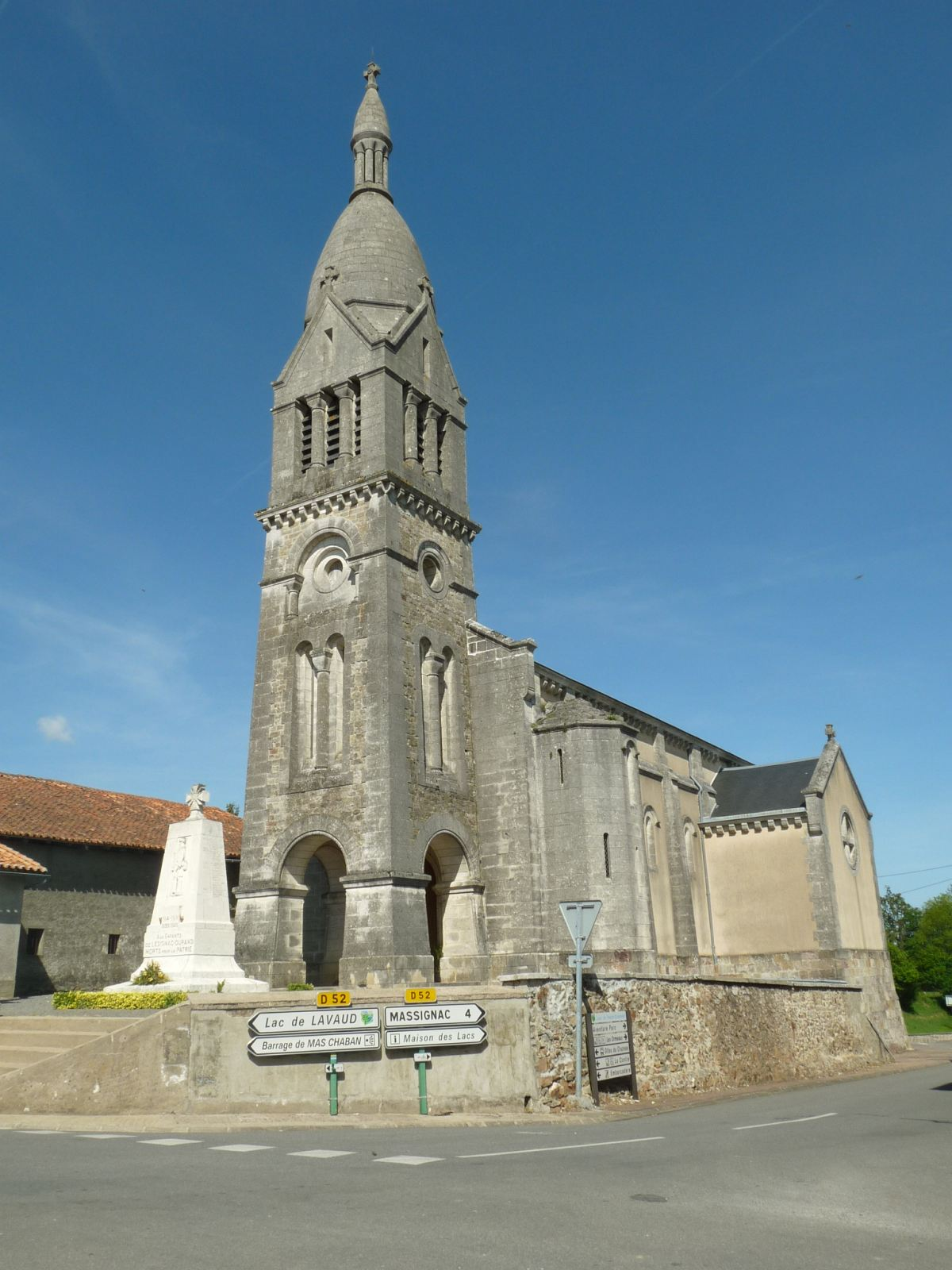
L'église de Lésignac.
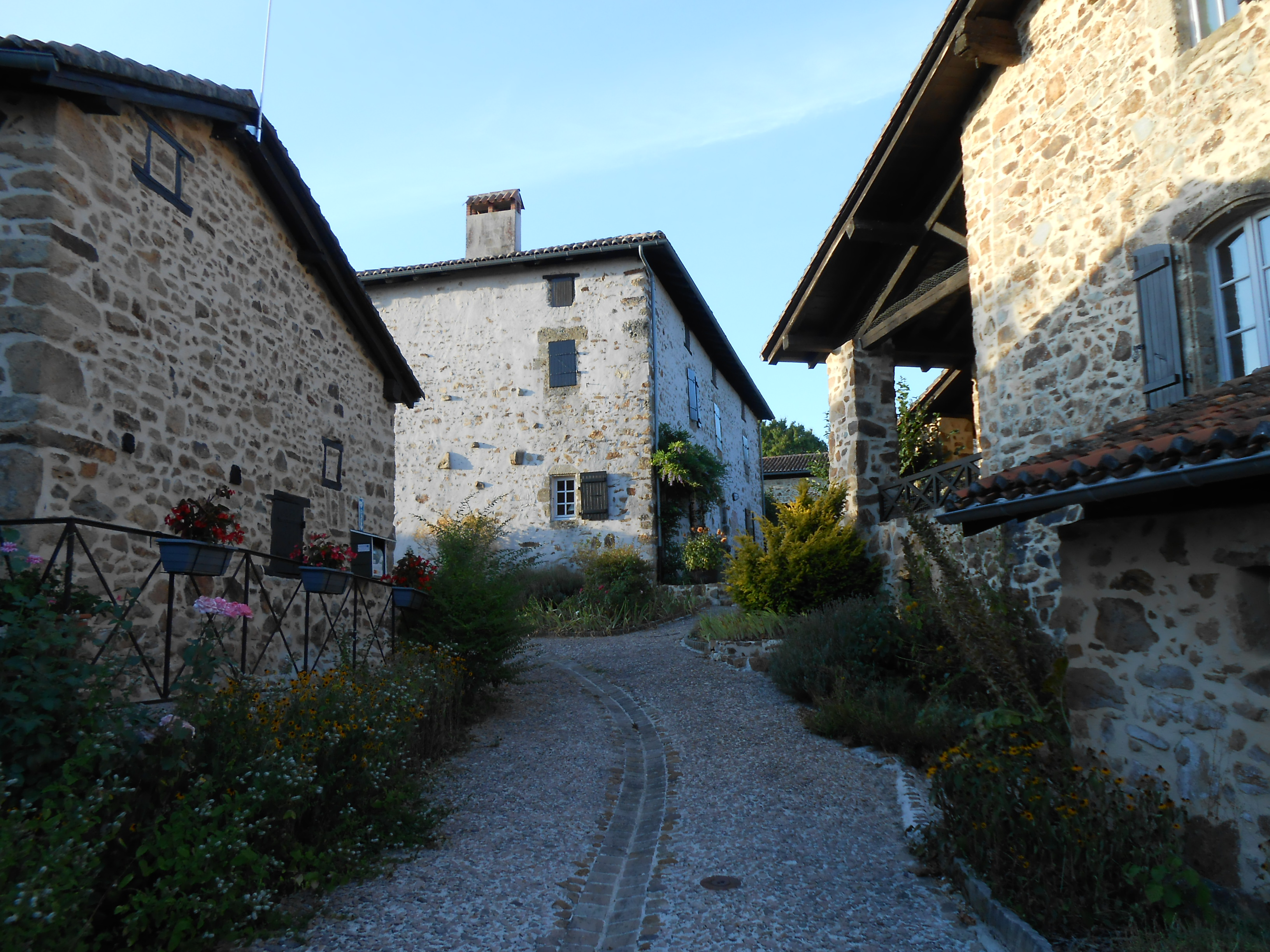
Le hameau du Cruzeau, aujourd'hui un village de gites.
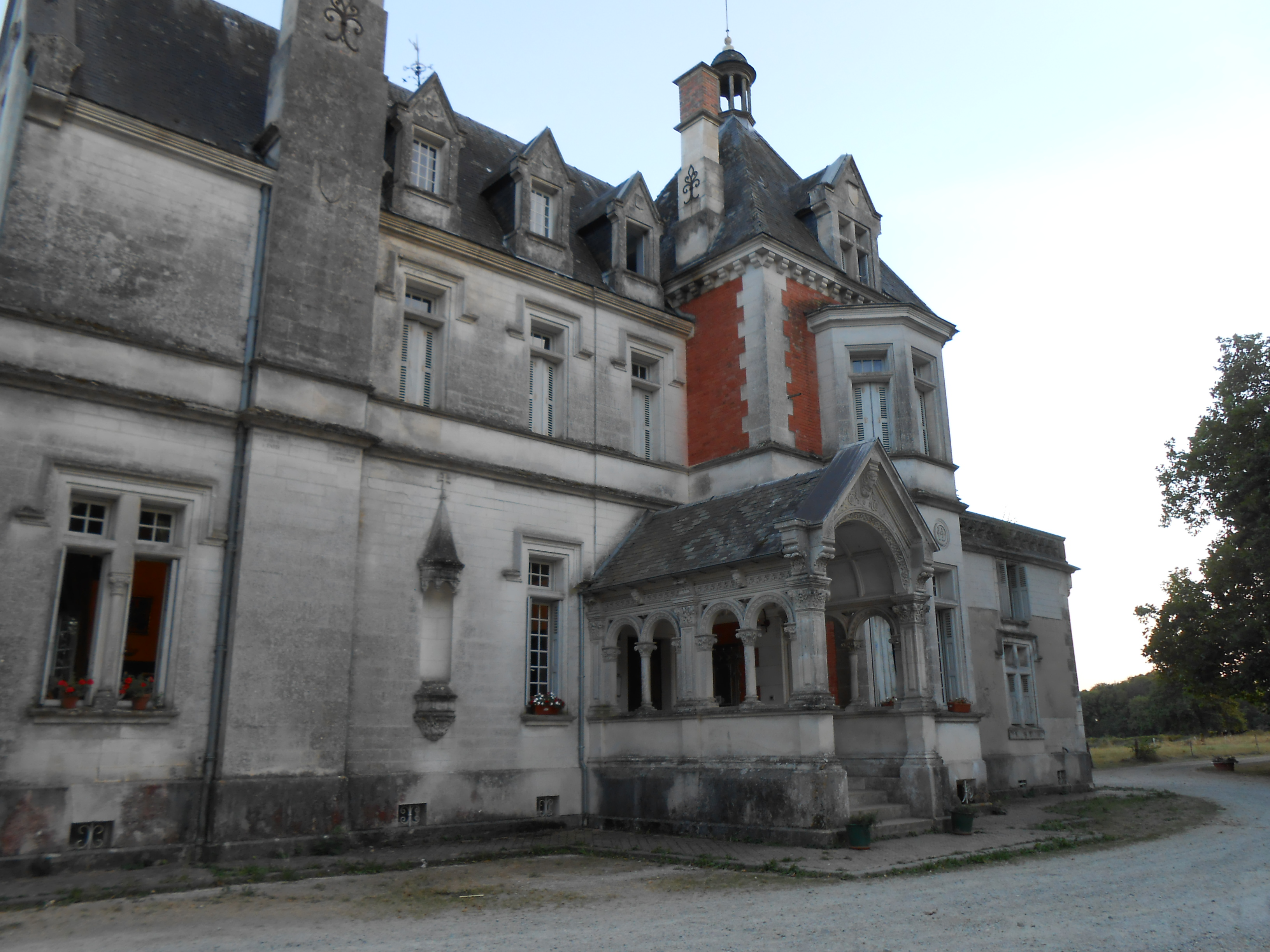
Le château de la Redortière, construit vers 1880.
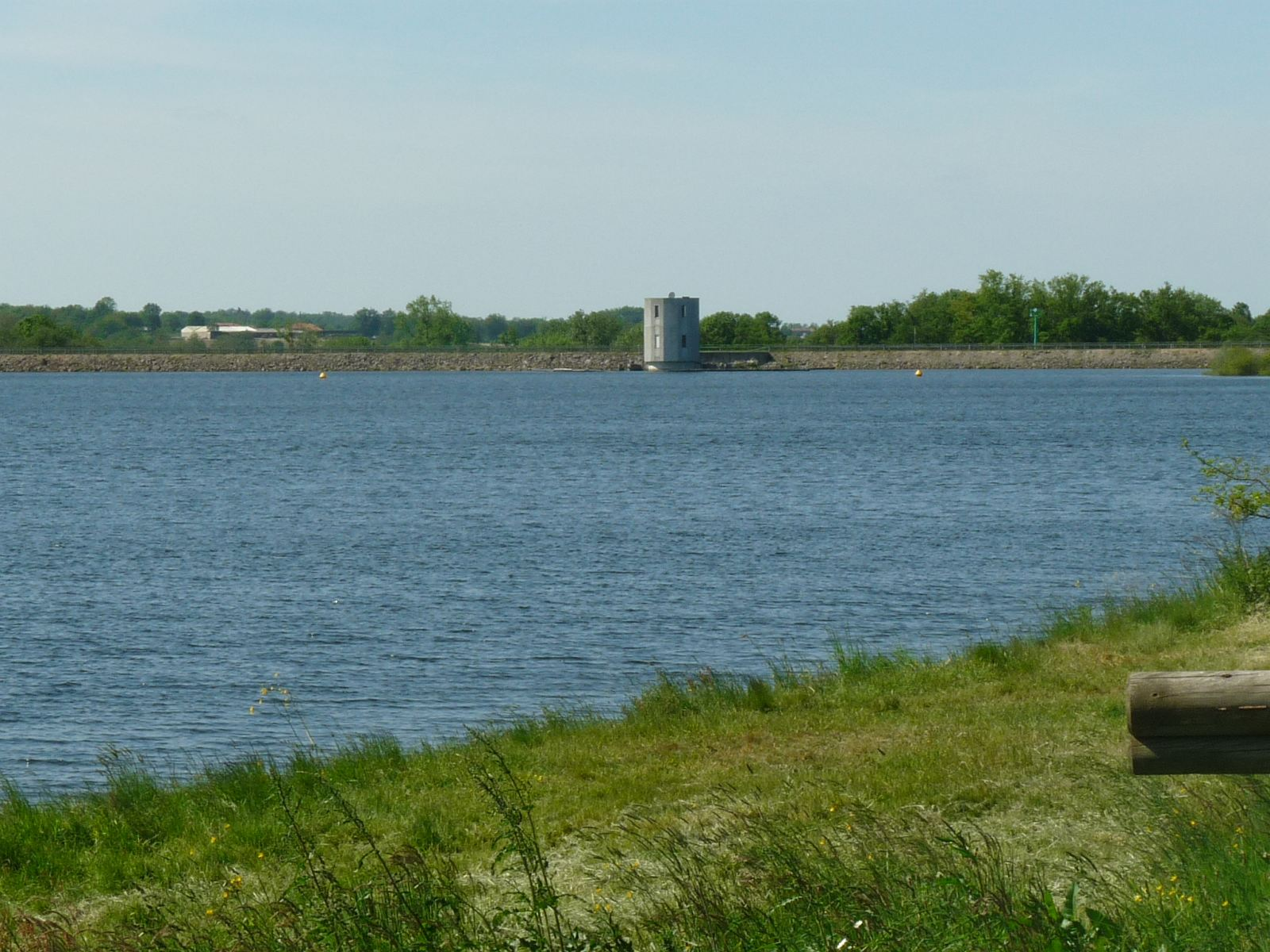
Le lac du Mas Chaban.

## Personnalités liées à la commune
- Antoine Thomas, sieur de Lézignac, conseiller du roi au siège présidial d'Angoumois.

La famille Thomas a donné au XVIIe siècle, échevins, maires d'Angoulême, et conseiller au présidial d'Angoulême.
Elle a été reconnue noble en 1639, 1667, 1736. Elle a donné aux lettres plusieurs personnages distingués, entre autres, le célèbre Paul Thomas de Girac, l'ami de Balzac, a été ensuite représentée en Angoumois par Thomas de Bardines.